# Peer Name Resolution Protocol
Peer Name Resolution Protocol (PNRP) est un protocole de communication pair-à-pair conçu par Microsoft. PNRP permet la publication et la résolution dynamique de nom. PNRP requiert IPv6.

## Description
PNRP a été mentionné pour la première fois dans une présentation à une conférence pair-à-pair en novembre 2001. Le protocole est apparu en juillet 2003 dans le Advanced Networking Pack for Windows XP et a, par la suite, été inclus dans le Service Pack 2 de Windows XP. PNRP 2.0 a été introduit avec Windows Vista et est disponible pour téléchargement pour les utilisateurs du Service Pack 2 de Windows XP. PNRP 2.1 est inclus dans le Service Pack 1 de Windows Vista, le Windows Server 2008 et le Service Pack 3 de Windows XP. PNRP v2 n'est pas disponible pour Windows XP Professional x64 Edition ou pour toute édition de Windows Server 2003.
La connexion bureau à distance dans Windows 7 utilise PNRP pour l'option Easy Connect.
La conception de PNRP est protégée par le brevet américain #7,065,587, émis le 20 juin 2006.
L'API PNRP a été supprimé de Windows 10 version 1909, le service était déjà désactivé depuis la version 1809.